# Une femme de mauvaise réputation
Une femme de mauvaise réputation (arabe : امرأة سيئة السمعة "Imraah sayiah al-samah") est un film égyptien réalisé par Henri Barakat, sorti en 1973. L'actrice principale est Chams El Baroudi.
Dans le film, une femme a une liaison avec du patron de son mari.

## Fiche technique
- Titre : Une femme de mauvaise réputation
- Titre original : (arabe : امرأة سيئة السمعة Imraah sayiah al-samah
- Réalisation :	Henri Barakat
- Scénario :
- Photographie :
- Montage :
- Musique :
- Direction artistique :
- Décors :
- Costumes :
- Son :
- Producteur :
- Société de production :
- Société de distribution :
- Budget :
- Pays d'origine :   Égypte
- Langue :
- Tournage :
- Format :
- Genre :  Film dramatique
- Durée :
- Dates de sortie : 
  -  Égypte :  1973

## Distribution
- Chams El Baroudi